# Ferko-Prozess
Der Ferko-Prozess, im Englischen auch Ferko lawsuit bezeichnet, ist der allgemein gebräuchliche Begriff für einen Gerichtsprozess in den Vereinigten Staaten zwischen dem Kläger Francis Ferko, einem Mitbesitzer des Texas Motor Speedway, und NASCAR sowie der International Speedway Corporation auf der Gegenseite. Ferko führte als Grund an, dass die Angeklagten das Wettbewerbsrecht verletzen würden, indem sie dem Texas Motor Speedway ein zweites Saisonrennen im Sprint Cup verweigerten, so wie es auf vielen anderen Strecken üblich sei.
Im Jahre 2004 wurde das Verfahren zugunsten des Klägers entschieden und NASCAR war gezwungen, dem Texas Motor Speedway ein zweites Rennen zuzuteilen. Aufgrund dieses Ausgangs kam es zu den gravierendsten Veränderungen im Rennkalender des Sprint Cup in der Geschichte von NASCAR, wobei als direkte Folge NASCAR den Grand Slam sowie das prestigeträchtige Southern 500 auf dem Darlington Raceway aufgeben musste. In diesem Zusammenhang wurde auch das verbliebene Rennen auf den North Carolina Speedway auf den Phoenix International Raceway übertragen und die Rennstrecke an Speedway Motorsports abgegeben.